# Daniel Mancinelli
Pas d'image ? Cliquez ici
Daniel Mancinelli, né le 23 juillet 1988 à San Severino Marche en Italie, est un pilote automobile italien. Il participe à des courses de voiture de Grand tourisme dans des championnats tels que le Championnat du monde d'endurance FIA pour l'écurie américaine Heart of Racing.

## Palmarès

### Championnat du monde d'endurance FIA
| Année | Écurie          | Voiture                      | Classe   | Pneus | 1   | 2   | 3     | 4     | 5   | 6     | 7     | 8   | Total | Pos. |
| ----- | --------------- | ---------------------------- | -------- | ----- | --- | --- | ----- | ----- | --- | ----- | ----- | --- | ----- | ---- |
| 2023  | Northwest AMR   | Aston Martin Vantage AMR     | LMGTE Am | M     | SEB | POR | SPA 7 | LMS 6 | MON | FUJ 7 | BHR 3 |     | 51    | 9e   |
| 2024  | Heart of Racing | Aston Martin Vantage AMR GT3 | LMGT3    | G     | QAT | IMO | SPA   | LMS   | SÃO | CDM   | FUJ   | BHR | *     | *    |

* Saison en cours.